# Koeleria caudata
Koeleria caudata är en gräsart som först beskrevs av Heinrich Friedrich Link, och fick sitt nu gällande namn av Ernst Gottlieb von Steudel. Koeleria caudata ingår i släktet tofsäxingar, och familjen gräs. Inga underarter finns listade i Catalogue of Life.